# Manuel María Flamant
Manuel María Flamant (f. 1868) fue un escritor, traductor y periodista español del siglo XIX.

## Biografía
Fue redactor desde el año 1840 hasta su muerte de publicaciones periódicas madrileñas como El Observador,  El Clamor Público, La Iberia, La Nación y El Universal, además de colaborador de La Educación Pintoresca (1857). En noviembre de 1868, después del triunfo de los ideales que había defendido a lo largo de su vida, falleció según Ossorio y Bernard en la miseria.